# Conseil européen des 12 et 13 décembre 2002
Le Conseil européen des 12 et 13 décembre 2002, aussi appelé Conseil européen de Copenhague a été présidé par Anders Fogh Rasmussen. Il a été marqué par la décision des chefs de gouvernement réunis au sein du Conseil de l'UE de conclure les négociations d'adhésion de dix États candidats (Chypre, la République tchèque, l'Estonie, la Hongrie, la Lettonie, la Lituanie, Malte, la Pologne, la Slovaquie et la Slovénie) et de fixer comme date de la première phase du cinquième élargissement de l'Union européenne au 1er mai 2004. En ce qui concerne la Bulgarie et la Roumanie, l'Union européenne se fixe comme objectif de les accueillir comme États membres ultérieurement

## Points abordés

### Cas de Chypre
Les négociations d'adhésion de Chypre s'achèvent alors que l'île est toujours divisée et que les Chypriotes grecs vont majoritairement rejeter un plan proposé par l'ONU dans le but de créer un État fédéral bi-communautaire, deux ans plus tard. Le Conseil européen estime à ce moment qu'un règlement rapide du problème est envisageable et que dans ce cas, des adaptations devront être faites pour permettre l'intégration des Chypriotes turcs. En cas d'absence de règlement, le Conseil prévoit que l'application de l'acquis communautaire dans la partie nord de l'île sera suspendu.

### Bulgarie et Roumanie
L'Union approuve la poursuite des efforts prévus dans la feuilles de route pour la Bulgarie et la Roumanie et visant notamment à augmenter de façon importante l'aide de préadhésion dans des domaines clés tels que la justice et les affaires intérieures. Les deux pays seront finalement intégré à l'UE en 2007. 

### Turquie
Le Conseil européen rappelle la décision qu'il a prise en 1999 à Helsinki, selon laquelle la Turquie est un pays candidat qui a vocation à rejoindre l'Union sur la base des mêmes critères que ceux qui s'appliquent aux autres pays candidats. 

### Sécurité maritime/pollution marine
Le Conseil a lieu un mois après le naufrage du pétrolier Prestige ; outre le soutien apporté aux régions touchées, le Conseil salue les efforts résolus réalisés au sein de la Communauté européenne et de l'Organisation maritime internationale (OMI), depuis l'accident de l'Erika, pour renforcer la sécurité maritime et les mesures de prévention de la pollution.

## Sources

## Compléments